# تاكينوري إيتو
تاكينوري إيتو هو فنان قتال مختلط ياباني، ولد في 20 سبتمبر 1993 في اليابان.

## وصلات خارجية
- تاكينوري إيتو على موقع شيردوغ (الإنجليزية)